# Styles of Beyond
Gli Styles of Beyond sono stati un gruppo musicale hip hop statunitense formatosi a Los Angeles (California). Il gruppo è formato dai rapper Ryan Patrick Maginn (Ryu) e Takbir Bashir (Tak), dal DJ Colton Raisin Fisher (DJ Cheapshot) e dal produttore Jason Rabinowitz (Vin Skully).
Nel corso della loro carriera hanno pubblicato tre album in studio e un mixtape, oltre a varie collaborazioni nel 2005 con Mike Shinoda nel suo progetto solista, i Fort Minor. In un primo momento gli Styles of Beyond decisero di firmare con l'etichetta discografica di Shinoda, la Machine Shop Recordings, ma l'abbandonarono verso la fine del 2008.

## Storia del gruppo

### Primi anni (1994-2004)
Gli Styles of Beyond iniziarono la loro carriera facendo alcune apparizioni al Wake Up Show, che era un terreno fertile per la formazione di rapper famosi, tra cui Eminem, Jay-Z e The Notorious B.I.G. Verso la fine degli anni novanta, il gruppo incontrò il loro amico e collaboratore Mike Shinoda, il quale divenne più tardi il fondatore dei Linkin Park. Negli anni successivi, il gruppo pubblicò i primi due album in studio: 2000 Fold (1998) e Megadef (2003). Nel 2002 DJ Cheapshot e Vin Skully (quest'ultimo sotto lo pseudonimo di "Jubacca") collaborarono con i Linkin Park alla realizzazione di Ppr:Kut, remix di Papercut presente nell'album di remix Reanimation.

### Collaborazione con i Fort Minor, nuove pubblicazioni (2005-2008)

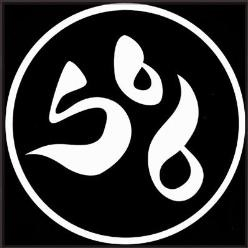
Simbolo utilizzato dal gruppo nelle sue produzioni

Nella primavera del 2005 gli Styles of Beyond furono annunciati da Shinoda tra i collaboratori per il suo album solista sotto il nome di Fort Minor, The Rising Tied, il quale è stato pubblicato il 22 novembre 2005. Il gruppo collaborò a sei canzoni presenti nell'album (tra cui anche nel singolo Believe Me) e partecipò al tour promozionale dell'album. Conclusosi il tour, gli Styles of Beyond firmarono per la Machine Shop Recordings di Shinoda e più tardi furono aggiunti dai Linkin Park nella formazione degli artisti presenti nel "Revolution Stage" del Projekt Revolution Tour 2007.
Il 31 luglio 2007 il gruppo pubblicò Razor Tag, un mixtape presentato e mixato da DJ Green Lantern, e completarono le registrazioni per un nuovo album in studio intitolato Reseda Beach, che avrebbe visto la partecipazione di artisti quali RZA, Apathy, Celph Titled, Sixx John e Mike Shinoda. L'album è stato prodotto dal gruppo con Shinoda, J Dilla e Scoop DeVille. Una delle canzoni dell'album, Second to None, realizzata con Shinoda, è stata inclusa nella colonna sonora del film Transformers (2007), oltre ad essere stata utilizzata per i trailer delle serie televisiva Prison Break e K-Ville ed anche per il film Zohan - Tutte le donne vengono al pettine (2008). Gli Styles of Beyond ricevettero anche una piccola parte nel videoclip di We Made It, brano del rapper Busta Rhymes e dei Linkin Park.
Inoltre gli Styles of Beyond hanno collaborato con Celldweller al brano Shapeshifter, impiegato nel videogioco Need for Speed: Most Wanted.

### Pausa e progetti solisti (2008-2011)
Il 25 settembre 2008, gli Styles of Beyond recisero il contratto con la Machine Shop Recordings, decidendo così di pubblicare Reseda Beach attraverso la Dirty Version Records, amministrata dai membri dei Demigodz Apathy e Celph Titled. Dal 2008 inoltre, Ryu, Apathy e Scoop DeVille formarono un nuovo gruppo chiamato "Get Busy Committee", pubblicando l'album di debutto Uzi Does It il 27 ottobre 2009. Tak invece decise di creare un progetto solista con il cantante Josy B chiamato "Ribkat" (che sarebbe il vero nome di Tak scritto al contrario), con l'obiettivo di pubblicare un album intitolato Theory of Addicts per il dicembre 2009. In un'intervista a LPLive, Ryu affermò che lo stato attuale degli Style of Beyond era sconosciuto e dichiarò inoltre che i suoi impegni erano ora rivolti verso i Get Busy Committee.

### Reseda Beach(2012)
Nel 2012, in occasione di un chat con i fan, Ryu rivelò l'esistenza di una versione completa di Reseda Beach. La prima traccia dell'album fu trapelata a settembre del 2012 ed è intitolata Damn, la quale presenta una collaborazione con Michael Bublé. Più tardi venne trasmessa un'altra canzone intitolata The Pirate Song (ascoltabile presso il sito di SoundCloud) e successivamente venne annunciata la data di pubblicazione dell'album, fissata al 23 ottobre 2012.

## Formazione
- Tak (Takbir Bashir) – voce
- Ryu (Ryan Patrick Maginn) – voce
- DJ Cheapshot (Colton Fisher) – giradischi
- Vin Skully (Jason Rabinowitz) – produzione

## Discografia

### Album in studio
- 1998 – 2000 Fold
- 2003 – Megadef
- 2012 – Reseda Beach

### Mixtape
- 2007 – Razor Tag

### Collaborazioni
- 2005 – Fort Minor – Fort Minor: We Major (nei brani Dolla, Respect 4 Grandma e Cover and Duck)
- 2005 – Fort Minor – The Rising Tied (nei brani Remember the Name, Right Now, Feel Like Home, Back Home, Believe Me e Red to Black)